# Charles Danowitz
Charles Danowitz (nacido Karel Janowský z Janowicz), llamado Besme, o Bême, (Johann Karl Janowsky von Janowitz; Jean de Yanowitz) así llamado porque era nativo de Bohemia. Fue soldado, espía y, supuestamente, asesino.

## Biografía
Obtuvo una rápida ascensión social gracias al favor de la Casa de Guisa y fue el principal actor del homicidio de Gaspar de Coligny : fue él el que lanzó el cuerpo de la víctima por la ventana.
Volviendo de España, donde había sido enviado por el duque de Guisa, cayó en manos de los protestantes de Saintonge en Jarnac. Habiendo conseguido escaparse, fue detenido más tarde por el capitán Bretauville, gobernador del castillo de Bouteville, donde ya había estado detenido, y murió atravesado por la espada de este (1577). Su cuerpo fue reclamado entonces por Philippe de Volvire, marqués de Ruffec, que mandaba en Angulema en el sector de los católicos, que ordenó enterrarlo en esta ciudad.